# Épisodes de Forgotten
 (février 2018).
Si vous disposez d'ouvrages ou d'articles de référence ou si vous connaissez des sites web de qualité traitant du thème abordé ici, merci de compléter l'article en donnant les références utiles à sa vérifiabilité et en les liant à la section « Notes et références ».
Cet article présente le guide de la série télévisée américaine Forgotten.

## Distribution

### Acteurs principaux
- Christian Slater (VF : Boris Rehlinger) : Alex Donovan
- Michelle Borth (VF : Caroline Sahuquet) : Candice Butler
- Anthony Carrigan (VF : Cédric Dumond) : Tyler Davies
- Bob Stephenson (VF : Roland Timsit) : Walter Bailey
- Rochelle Aytes (VF : Sophie Riffont) : Grace Russell
- Heather Stephens (VF : Nathalie Karsenti) : Lindsay Drake (épisodes 1 à 13)
- Elisha Cuthbert (VF : Caroline Lallau) : Maxine Denver (6 derniers épisodes)

## Synopsis
Aux États-Unis, chaque année 40 000 victimes ne sont pas identifiées. Ce sont donc des volontaires civils qui tentent de donner un nom à ces oubliés. L'organisation se nomme le Réseau identité. À la tête d'une cellule de cette organisation se trouve un ancien flic, Alex Donovan, qui met à profit son expérience pour faire aboutir ces affaires laissées de côté. Il a, avec lui, une équipe de détectives amateurs, avec qui il reconstitue le puzzle de la vie de chaque victime dans le but de découvrir la raison du meurtre, afin d'arrêter le coupable et de redonner son nom à la victime.

## Épisodes

### Épisode 1:Le Réseau-Identité
- États-Unis /  Canada : 22 septembre 2009
- France : 16 mars 2011

- Deirdre Lovejoy : Zoe Jenks
- Darlene Vogel : Sally Benedict
- Rebekah Brandes : Tracy Benedict
- Aimee-Lynn Chadwick : Jessica
- Lily Rains : Monica
- Lou Richards : Mr. Simmons
- Devon Gummersall : Clay Thornton
- Rebekah Brandes : Tracy Benedict, la victime

### Épisode 2:L'Inconnue au Diamant
- États-Unis /  Canada : 29 septembre 2009
- France : 16 mars 2011

- Kerr Smith : Patrick Dent
- Nicole Cannon : Ellen Quinn
- Christina Chang : Claire Post
- Mitchell Fink : Ed Warren
- Judith Hoag : Charlotte Dent
- Sandra Purpuro : Helen Vicks
- Vyto Ruginis : Robert Dent
- Todd Eric Andrews : Gérant de l'hôtel
- Susan Carol Davis : Karen James
- Suzy Jane Hunt : Allison James, la victime

### Épisode 3:Profession Footballeur
- États-Unis /  Canada : 6 octobre 2009
- France : 27 avril 2011

- Michael Reilly Burke : Coach Flynn
- Chad L. Coleman : Ray Perkins
- Brandon Mychal Smith : Billy York
- Christopher Stapleton : Wayne Wilmers
- Joel Swetow : Chiropracteur
- Jarrod Bunch : Coach Tom Bryant, la victime

### Épisode 4:Les Parachutés
- États-Unis /  Canada : 13 octobre 2009
- France : 30 mars 2011

- Gary Carlos Cervantes : Roger Turow
- Christina Chang : Claire Post
- Isabella Hofmann : Principal
- Tina Ivlev : Dana Hayes
- Elizabeth Sung : Mei Chen
- Kelvin Yu : Quon Wen
- Matthew Alan : Dylan Dreslyn
- Cindy Chiu : Li Wen, la victime

### Épisode 5:Un homme ordinaire
- États-Unis /  Canada : 20 octobre 2009
- France : 23 mars 2011

- Elizabeth Bogush : Greta Wilkes
- Colby French : Jerry Powell
- Nicholas Gonzalez : Detective Garza
- Geoff Meed : Oscar Temple
- Deprece Reddick : Trey / Preston Sharp III
- Francesca P. Roberts : Flora Williams
- Craig Barnett : Officier Gillespie
- John T. Woods : Henry Morse, la victime

### Épisode 6:Chienne de mort
- États-Unis /  Canada : 27 octobre 2009
- France : 23 mars 2011

- Conor Dubin : Michael Axton
- Anil Raman : Victor Gupta
- Kimberly Estrada : Ramona Peres
- Gwen Holloway : Molly Winston
- Jud Tylor : Layla Demchak
- Sterling Jones : Sheriff Booth
- Caitlin Keats : Becky Lucas
- Daniel Cosgrove : John Lucas
- Justin Scot : Jake Lucas, la victime

### Épisode 7:L'Inconnue de la voie ferrée
- États-Unis /  Canada : 3 novembre 2009
- France : 30 mars 2011

- Susan Ruttan : Horsemama
- Tim DeZarn : Frank Sanders
- Matthew Humphreys : Ben Sheppard
- Caleb Lane : Daniel Harris
- Deborah Geffner : Dr. Sharon Walker
- Joe Keyes : Detective Dunlap
- Sonya Leslie : Hannah
- Tim DeZarn : Frank Sanders
- Sarah Domin : Amy Sanders, la victime

### Épisode 8:Dans la peau
- États-Unis /  Canada : 17 novembre 2009
- France : 7 avril 2011

- Edward Kerr : George Steele
- Aldis Hodge : Donny Rowe
- Joel Polis : Juge Cooperman
- Tom Schanley : Jack Driscoll
- Don Wallace : Chris Rowe
- Sergia Louise Anderson : Nicole
- Douglas Bennett : Mickey Boyd
- Teri Reeves : Ashley Kemp, la victime

### Épisode 9:À pile ou face
- États-Unis /  Canada : 1er décembre 2009
- France : 6 avril 2011

- Elizabeth Bogush : Greta Wilkes
- Curtis Armstrong : Louis
- Evan Arnold : Gavin Spencer
- Lauri Johnson : Delores
- Joan McMurtrey : Andrea Hudson
- James Van Der Beek : Judd Shaw
- Cutter Cutshaw : Matt Hudson
- Jeffrey Buckner Ford : Don McGuffy
- Cutter Cutshaw : Matt Hudson, la victime

### Épisode 10:Équation à deux inconnues
- États-Unis /  Canada : 5 janvier 2010
- France : 13 avril 2011

- Kevin Weisman : Zipper
- Cullen Douglas : 208
- Gideon Emery : Sean Hennessey
- Peter O'Meara : Conner Hennessey
- Candice Patton : Kelly
- Rachel Bernstein : femme sexy
- Avery Clyde : Julia Kolvalsky, la victime
- Brett Davidson : JP, la victime

### Épisode 11:Don de soi
- États-Unis /  Canada : 12 janvier 2010
- France : 13 avril 2011

- Susan Ruttan : Horsemama
- Jesse Head : Jamie Roscoe
- Lily Rains : Monica
- Blake Robbins : Dr. Max Rayburn
- Dahlia Salem : Dr. Mallory Messenger
- Daniel Travis : Greg Beaudette
- Carl Ciarfalio : Eric Boden
- Alexis DeLaRosa : Andy Santiago, la victime

### Épisode 12:La Chute de l'ange
- États-Unis /  Canada : 9 février 2010
- France : 20 avril 2011

- Barry Bostwick : Bill Ramey
- Gail O'Grady : Kerry Denver
- William R. Moses : Sam Denver
- David LaVera : Gekko / Seth Draper
- Elisha Cuthbert : Maxine Denver
- John Burke : Mitch
- Jonathan Kennedy : Jordan
- Levi Meeuwenberg : Simon Denver, la victime

### Épisode 13:Meurtre sous X
- États-Unis /  Canada : 16 février 2010
- France : 20 avril 2011

- Michael Arden : James Poole
- Baron Davis : Terrence King
- Mary Anne McGarry : Carol Scott
- Tania Raymonde : Sarah Poole
- Elisha Cuthbert : Maxine Denver
- Markus Baldwin : Eric Fountain
- Christopher DerGregorian : John Torres
- Sally Elphick : Front Desk Clerk
- Taymour Ghazi : Jimmy
- Gathering Marbet : Wendy Scott, la victime

### Épisode 14:Erreur d'aiguillage
- États-Unis /  Canada : 23 février 2010
- France : 27 avril 2011

- Sam Anderson : conducteur du train
- Cameron Goodman : Brandi
- Claire Jacobs : Dierdre Clark
- Eddie Kaye Thomas : Brice Walden
- Tom Astor : Chris
- David Boswell : Kyle
- Tom Choi : Rufus
- Camilla Luddington : Emma Clark

### Épisode 15:Petite princesse
- États-Unis /  Canada : 9 mars 2010
- France : 27 avril 2011

- Elizabeth Bogush : Greta Wilkes
- Karis Campbell : Karen Summers
- Scott Michael Campbell : William Hollander
- Jadin Gould : Lucy Donovan
- Brady Hender : Troy Pearl
- Pilar Holland : Denise
- Laura Ann Kesling : Stephanie Sommers

### Épisode 16:Noir dessein
- États-Unis /  Canada : 3 juillet 2010
- France : 4 mai 2011

- Aisha Tyler : Lydia Townsend
- Eyal Podell : Perry Hughes
- Enrique Almeida : Fernando Diaz
- James C. Burns : David Hansen
- Ellyn Daniels : Chloe Devereux
- Yan Feldman : Jonathan Teague
- Chris Fennessy : Sean
- Danielle Syslo : Rachel Walder, la victime

### Épisode 17:En quête d'identité
- États-Unis /  Canada : 3 juillet 2010
- France : 4 mai 2011

- Takayo Fischer : Ruth Nakagawa
- Charles Parnell : Dan Freeman
- Kristin Burke : Angela
- James C. Burns : David Hansen
- Jadin Gould : Lucy Donovan
- Nathan Craig : Kevin Ratner
- Chuck Kelley : Arlen Sullivan
- Lanny Joon : policier
- Takayo Fischer : Ruth Nakagawa
- Matt Lauria : Eric, la victime